# John Gill (horolezec)

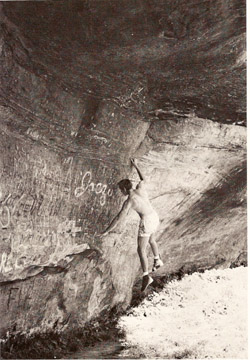
John Gill, performing a dynamic move at Pennyrile Forest, KY in the mid-1960s

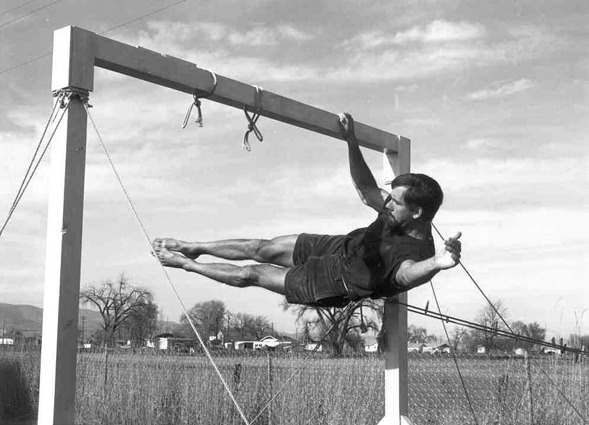
John Gill, performing a one arm front lever in the late 1960s. Gill is known for his applications of gymnastics to rock climbing

John Gill (* 16. února 1937), přezdívaný „Master of rock“, americký král boulderingu v padesátých, šedesátých a sedmdesátých letech, se intenzivně, duševně stejně jako fyzicky, vyrovnával s lezením. Dnes je považován za prvního čistého sportovního lezce. Z muže, který při poznávání sebe sama používal horolezectví jako dopravního prostředku, byl učiněn otec moderního horolezeckého světa.
Vnější cestu Johna Gilla následovalo mnoho jiných — jeho shyby na jednom prstu, váha ve visu na jedné ruce a jeho četné boulderingové problémy motivovaly mnoho dnešních horolezců.
Patří k několika americkým lezcům mezi hvězdami světového lezení, o kterých napsal Heinz Zak ve své knize Rock Stars z roku 1995.